# Diphtherocome burmana
Diphtherocome burmana är en fjärilsart som beskrevs av Emilio Berio 1973. Diphtherocome burmana ingår i släktet Diphtherocome och familjen nattflyn. Inga underarter finns listade i Catalogue of Life.